# Ronny Turiaf
Ronny Turiaf (* 13. Januar 1983 in Fort-de-France, Martinique) ist ein ehemaliger französischer Basketballspieler. Der Nationalspieler und Olympiateilnehmer spielte auf der Position des Centers seit 2005 in der NBA. Im Oktober 2016 gab er sein Karriereende bekannt.
Turiaf wurde 2012 mit Miami Heat Meister der NBA und absolvierte insgesamt 520 Spiele in der nordamerikanischen Liga. Für Frankreichs Nationalmannschaft verbuchte er 100 Einsätze.

## Karriere

### Jugend
Im Alter von 15 Jahren zog Turiaf nach Paris um, um die bekannte Pariser Sportschule „INSEP“ (Institut National des Sports et de l’Education Physique) zu besuchen. Schon ein Jahr später wurde er in die französische U-18-Nationalmannschaft berufen und im Jahr 2000 gewann er an der Seite von Tony Parker, Boris Diaw und Mickaël Piétrus die U-18-Europameisterschaft. 2001 ging er dann an die Gonzaga University in Spokane, Washington. In seinem Senior-College-Jahr wurde Turiaf als bester Spieler der Saison 2004/05 in der West Coast Conference ausgezeichnet.

### NBA
In der NBA Draft 2005 wurde Turiaf dann von den Los Angeles Lakers an 37. Stelle gedraftet. Bei einem Gesundheits-Check während der Saisonvorbereitung wurde ein Herzproblem festgestellt, sodass sich Turiaf einer Operation unterziehen und ein halbes Jahr pausieren musste. In der zweiten Saisonhälfte seiner Rookiesaison kam er noch zu einigen Kurzzeiteinsätzen. Im Schnitt kam er dabei auf 2 Punkte, 1,6 Rebounds und 0,3 Assists pro Spiel. Trotzdem wurde er für das französische Nationalteam für die Basketball-Weltmeisterschaft 2006 nominiert.
Die nächste NBA-Saison 2006/07 verlief besser für Turiaf. Er bekam deutlich mehr Spielzeit, auch aufgrund der Verletzungen von Mannschaftskollegen und bestritt 72 von 82 NBA-Spielen. Die Saison beendete er mit einem Schnitt von 5,3 Punkten, 3,6 Rebounds und 0,9 Assists pro Spiel.
Bei der Basketball-Europameisterschaft 2007 stand Turiaf wieder im Kader der französischen Nationalmannschaft.
In der Saison 2007/08 bekam Turiaf erneut mehr Spielzeit, vor allem in der zweiten Saisonhälfte, da sich mit Andrew Bynum der startende Center der L.A. Lakers verletzte. So spielte Turiaf sogar einige Spiele in der Starting Five der Lakers. Dieses Vertrauen von Lakers-Coach Phil Jackson zahlte Turiaf mit konstant guten Leistungen zurück und so war er einer der Garanten für den Finals-Einzug der Lakers 2008. In den Finals spielte Turiaf zwar solide, zeigte jedoch keine überragenden Leistungen. Die Serie verloren die Lakers mit 2:4 gegen die Boston Celtics.
Im Sommer 2008 lief Turiafs Vertrag bei den Lakers aus. Da Andrew Bynums Gesundheitszustand sich stark verbessert hatte und eine vollständige Genesung bis zur nächsten Saison wahrscheinlich schien, waren die Lakers nicht bereit, die von den Golden State Warriors für Turiaf gebotene Summe von 17 Millionen US-Dollar für vier Jahre zu zahlen. So wechselte Turiaf von Los Angeles ins nur wenige Autostunden entfernte Oakland. Im Sommer 2009 nahm Turiaf mit der französischen Nationalmannschaft an der EM teil.
Am 9. Juli 2010 wurde der Franzose zusammen mit Anthony Randolph und Kelenna Azubuike nach New York für den bisherigen Leistungsträger David Lee getradet.
Während der EM-Endrunde 2011 war Turiaf verletzt, so dass er in Litauen ohne Einsatz den Gewinn der Silbermedaille und die Qualifikation für die Olympischen Spiele durch die französische Nationalmannschaft miterlebte. Anschließend schloss er sich für die Zeit des Lockouts zu Beginn der NBA-Saison 2011/12 dem französischen Rekordmeister ASVEL aus Lyon an, bei dem Tony Parker Präsident ist und für den Parker ebenfalls während des Lockouts aktiv war.
2011 wurde er von New York nach Washington transferiert, wo er jedoch nur vier Spiele bestritt und im März 2012 erneut getradet wurde. Seitdem ist er im Kader der Denver Nuggets. Für die Nuggets absolvierte Turiaf jedoch kein einziges Spiel und die Nuggets lösten seinen Vertrag noch im März 2012 auf. Er wurde daraufhin für den Rest der Saison von den Miami Heat verpflichtet, wo er schnell zum Starter wurde. Mit den Heat konnte Turiaf 2012 die Meisterschaft der NBA feiern. Zur Saison 2012/2013 wechselte Turiaf innerhalb der Liga zu den Los Angeles Clippers. In der NBA 2013/14 stand Turiaf bei den Minnesota Timberwolves unter Vertrag. In der folgenden Saison 2014/15 in einem Spielertausch zu den Philadelphia 76ers, die jedoch umgehend auf seine Dienste verzichteten und ihn aus seinem Vertrag entließen.
Am 24. Oktober 2016 gab Turiaf seinen Rücktritt vom Profisport bekannt. Er wurde lange Zeit von Hüftproblemen geplagt, sein letztes Spiel lag fast zwei Jahre vor seinem Karriereende.